# Списък на микрорегионите на Рорайма
Това е списък на микрорегионите на бразилския щат Рорайма. Общо са четири на брой:
|  | 1. Боа Виста 2. Каракараи 3. Североизточна Рорайма 4. Югоизточна Рорайма |